# Лінкольнський собор
Кафедральна церква діви Марії або Лінкольнський кафедра́льний собо́р (англ. The Cathedral Church of the Blessed Virgin Mary of Lincoln) — головний храм Лінкольнської єпархії Англіканської церкви у Лінкольні, Велика Британія.

## Будівництво
Будівництво церков у Лінкольні розпочалося ще за англо-саксонських королів. У 20-х роках VII століття за наказом Полінія, єпископа Йоркського у місті було зведено першу дерев'яну церкву. Після захоплення Англії норманами була запроваджена єпископська кафедра у Лінкольні. Перший її очільник Ремігій Фекампський наказав збудувати кафедральний собор на місці зруйнованої церкви Полінія. У 1092 році будівництво було завершено. Це була споруда у романському стилі, нагадувала скоріше укріплення, а не храм. Втім у 1141 році цей собор сильно постраждав під час пожежі, стала звисати покрівля, обвалилася частина стін. За єпископа Олександра почалося будівництво нового собору, який вже не мав функції фортеці. Під час громадянської війни між Матильдою та Стефаном Блуаським собор сильно постраждав. Остаточно був зруйнований у 1185 році внаслідок землетрусу.
У 1188 році новий єпископ Х'юго почав роботи зі зведення нового собору. Він мав повністю готичний стиль. У 1192–1210 роках було зведено хор та східний трансепт. Згодом побудовано стрілчасті арки, легкі контрфорси та великі вікна. У 1192–1330 роках монтуються вітражі. У 1255 році відбудовано головну башту, після того як у 1237 році вона завалилася. З 1307 до 1311 року тривали роботи зі зведення великого шпилю. Він сягав 159,7 м, завдяки цьому Лінкольнський собор був найвищим у світі до 1549 року, коли частина шпилю обвалилася й стала 103 м, у 1807 році шпиль зменшився до 83 м. Цю висоту він має й дотепер.
У 1398 році на замовлення Джона Гонта, герцога Ланкастерського, у соборі було зведено приватну каплицю для його родини.

## Історія
Із самого заснування Лінкольнський собор належав римо-католицькій церкві. За часів Реформації в Англії він став протестантською церквою.

## Архітектура
Загальна висота становить 83 м, довжина — 157 м. Має 3 шпилі на трьох баштах. Башти мають усього 20 дзвонів. Північна та південна сторона мають по вікну у вигляді троянди. Вікно північної сторони зветься «Око декана», а південної — «Око єпископа».